# Kryčaŭ
Kryčaŭ (in bielorusso Кры́чаў?) è un comune della Bielorussia, situato nella regione di Mahilëŭ.